# Mariakapel (Nieuwstadt)
De Mariakapel is een kapel in Nieuwstadt in de Nederlandse gemeente Echt-Susteren. De kapel staat aan de Millenerpoort op de plaats waar de Elsenewal hierop uitkomt in het zuiden van het dorp.
De kapel is gewijd aan de heilige Maria.

## Gebouw
De wit gepleisterde kapel staat op een rechthoekig plattegrond en wordt gedekt door een verzonken zadeldak met pannen. Op de hoeken van de gevels zijn er pilasters aangebracht. De frontgevel en achtergevel zijn een van zwarte daklijst voorziene puntgevel met verbrede aanzet en schouderstukken en op de top van de frontgevel staat een stenen kruis. De frontgevel bevat de spitsboogvormige toegang die wordt afgesloten met een spijlenhek. De aanzetstenen en de boogrand zijn zwart met in de boogrand in witte sierletters de tekst:

Langs deze straat verzet geen voet of zeg Maria wees gegroet

Van binnen is de kapel uitgevoerd in rode bakstenen onder een gebogen gepleisterd gewelf. Tegen de achterwand is het stenen altaar geplaatst waarop aan de voorzijde AVE te lezen is. Op het altaar staat een hoge en brede sokkel die aan de voorzijde voorzien is van een kruis. Op deze sokkel staat het Mariabeeld die de gekroonde heilige toont terwijl zij op haar linkerarm het gekroonde kindje Jezus draagt.